# Bodil Rosing
Bodil Rosing (nacida Bodil Frederikke Hammerich; 27 de diciembre de 1877 – 31 de diciembre de 1941) fue una actriz de teatro y cine estadounidense de origen danés de las épocas del cine mudo y sonoro.

## Primeros años
Bodil Hammerich nació en Copenhague, hija del decano de música Angel Hammerich y de la pianista Golla Hammerich (de soltera Bodenhoff-Rosing). Estudió interpretación en el Teatro Real de Copenhague en la década de 1890.

## Carrera
Rosing trabajó como actriz de teatro en Dinamarca y actuó durante tres años en el Teatro Real de Copenhague. Debutó en 1898 en la comedia Gurli, de Henrik Christiernsson, en el Dagmar Theatre. En 1904, interpretó el papel de Bianca en The Taming of the Shrew, en el Casino Theatre. Su último papel en el Dagmar Theatre fue el de Michelle en Camille, en 1905.
A principios de la década de 1920, hizo una o dos apariciones en Broadway, entre ellas Fools Errant (1922), mientras criaba sola a sus hijos. Estaba retirada de la actuación cuando llegó a Hollywood en 1924, donde su hija se casó con el actor Monte Blue. Allí fue elegida para interpretar un papel cinematográfico, en Pretty Ladies (1925).
Rosing tenía un contrato de estudio en MGM y a menudo interpretaba papeles de matrona, como sirvientas, amas de casa, cocineras o madres. Su papel más notable fue quizás el de la fiel criada de Janet Gaynor en la película muda de F.W. Murnau Sunrise: A Song of Two Humans (1927). Con la llegada del cine sonoro, interpretó sobre todo a extranjeros y demostró ser una actriz extremadamente versátil en una gran variedad de etnias, en unas 85 películas hasta su muerte. Interpretó a la esposa de su compatriota danés, Jean Hersholt, en The Painted Veil (1934) con Greta Garbo, sustituyendo a la originalmente elegida Beulah Bondi para aportar un aspecto más cálido al papel. También interpretó a la vecina alemana de Lionel Barrymore en You Can't Take It With You (1938) de Frank Capra.

## Vida personal y muerte
Rosing se casó con un médico noruego, Einer Jansen, en 1898; la pareja tuvo cuatro hijos. Se divorciaron en 1919.[cita requerida]
Rosing murió de un ataque al corazón a los 64 años. Poco antes de su muerte, Rosing declaró sobre su actuación: "Mi objetivo siempre ha sido llegar al corazón de mi público".

## Papeles teatrales en Dinamarca
Casino Theatre
- 1904	Trold kan tæmmes as Bianca, Baptista's daughter

Dagmar Theatre
- 1898	Gurli	Clara as Johanson, model / Julia, Skytt's daughter
- 1898	Trold kan tæmmes as Bianca, Baptistas datter
- 1898	Ungdom as Anna, Pastor Hoppe's maid
- 1899	Cyrano de Bergerac as Marki
- 1899	Fejltagelserne as Constance Neville
- 1899	Henning Tondorf as Agnete Tripke
- 1899	Johannes den Døber as Maccha, Salomes legesøster
- 1899	Min svigerdatter as Marie
- 1899	Naar klostermuren brydes as Søster Ermegard
- 1899	Paa gale vej as Renee, Helene's daughter
- 1899	Zaza as Clairette, varietedame
- 1900	Under fire øjne as Erna, felix's wife
- 1901	Atalanta as Enkefru Thomsen
- 1901	En spurv i tranedans as Luise, Varbergs datter
- 1901	Et piskesmæld as Colette
- 1901	Kameliadamen as Nichette
- 1901	Sovevagonen as Rosina, Charbonneaus datter
- 1902	De fattiges dyrehave as Elisa, Conradsens datter
- 1902	Esther as 	Birthe, bedstemor Bagges sønnedatter
- 1902	Gurli as Julia, Skytt's daughter
- 1902	Lille Hanne as Engel
- 1902	Tre om een as Lotta, Mrs. Sandberg's maid
- 1902	Zaza as Floriane, varietedame
- 1903	1000 og 1 nat as Ascha, Suleimas veninde
- 1903	Doktor Jojo as Eugenie, Josephins kone
- 1903	Hjærtets begær as Olga Gerle
- 1903	Kærlighed as	Ane-Sofie, Kristine's friend

1905	Kameliadamen as Theatre

## Filmografía parcial
| - Pretty Ladies (1925) - Minor Role (uncredited) - The Tower of Lies (1925) - Midwife (uncredited) - Lights of Old Broadway (1925) - Widow Gorman - The Volga Boatman (1926) - Tartar Woman (uncredited) - The Sporting Lover (1926) - Nora O'Brien - It Must Be Love (1926) - Mom Schmidt - The Midnight Kiss (1926) - Swedish maid - The Return of Peter Grimm (1926) - Marta (uncredited) - The City (1926) - Sarah - Stage Madness (1927) - Maid - Sunrise: A Song of Two Humans (1927) - The Maid - Blondes by Choice (1927) - Caroline Bennett - Wild Geese (1927) - Mrs. Sandbo - The Law of the Range (1928) - Mother of Jim and the Kid - The Big Noise (1928) - Ma Sloval - The Port of Missing Girls (1928) - Elsa - Ladies of the Mob (1928) - Yvonne's Mother - Wheel of Chance (1928) - Sara Turkeltaub - Out of the Ruins (1928) - Mère Gilbert - The Fleet's In (1928) - Mrs. Deane - The Woman from Moscow (1928) - Nadia - King of the Rodeo (1929) - Mother - Why Be Good? (1929) - Ma Kelly - Eternal Love (1929) - Housekeeper - Betrayal (1929) - Andre's Mother - Broadway Babies (1929) - Durgan - The Bishop Murder Case (1929) - Grete Menzel - Hello Sister (1930) - Martha Peddie - All Quiet on the Western Front (1930) - Mother of hospital patient (uncredited) - A Lady's Morals (1930) - Innkeeper's Wife - Oh, For a Man! (1930) - Masseuse (uncredited) - Part Time Wife (1930) - Martha - the Cook - Three Who Loved (1931) - Mrs. 'Aunt Anna' Larson - Surrender (1931) - Domenica - The Miracle Man (1932) - Townswoman (uncredited) - Grand Hotel (1932) - Nurse Helping Old Lady Into Elevator (uncredited) - Downstairs (1932) - Sophie - the Cook - Six Hours to Live (1932) - Greta (uncredited) - The Match King (1932) - Frau Necher (uncredited) - Hallelujah, I'm a Bum (1933) - Matron (uncredited) - The Crime of the Century (1933) - Hilda Ericson - Maid - Reunion in Vienna (1933) - Kathie - the Krug Family Maid | - Ex-Lady (1933) - Mrs. Bauer - Helen's Mother - Queen Christina (1933) - Innkeeper's Wife (uncredited) - Hello, Sister (1933) - Mandalay (1934) - Mrs. Kleinschmidt - All Men Are Enemies (1934) - Landlady (uncredited) - Little Man, What Now? (1934) - Frau Kleinholz - Such Women Are Dangerous (1934) - Helma - King Kelly of the U.S.A. (1934) - Sylvia, Tania's Chaperone - Crimson Romance (1934) - Mama von Bergen - The Painted Veil (1934) - Frau Koerber - A Night at the Ritz (1935) - Mama Jaynos - Roberta (1935) - Fernande - Four Hours to Kill! (1935) - Ma - Let 'Em Have It (1935) - Mrs. Keefer - Thunder in the Night (1935) - Lisa - Peter Ibbetson (1935) - Minor Role (scenes deleted) - Hearts in Bondage (1936) - Mrs. Adams - Libeled Lady (1936) - Wife of the Justice of the Peace (uncredited) - Rose Bowl (1936) - Mrs. Schultz (uncredited) - The Plot Thickens (1936) - Theresa the Cook (uncredited) - Thin Ice (1937) - Otto's Wife (uncredited) - Michael O'Halloran (1937) - Mrs. Polska - Heidi (1937) - First Village Woman (uncredited) - Breakfast for Two (1937) - Nanny - Blair's Household Staff (uncredited) - Conquest (1937) - Anna - Servant (uncredited) - The First Hundred Years (1938) - Martha - You Can't Take It with You (1938) - Mrs. Schmidt - The Great Waltz (1938) - Innkeeper's Wife (uncredited) - Hotel Imperial (1939) - Ratty Old Woman (uncredited) - Confessions of a Nazi Spy (1939) - Passenger on Boat - The Star Maker (1939) - Mrs. Swanson - Nurse Edith Cavell (1939) - Charlotte - Hitler – Beast of Berlin (1939) - Frau Kohler - Florian (1940) - Anna - Diana's Maid (uncredited) - Four Sons (1940) - Townswoman (uncredited) - The Mortal Storm (1940) - Old Woman on Train (uncredited) - Reaching for the Sun (1941) - Rita's Mother - They Dare Not Love (1941) - Leni (uncredited) - No Greater Sin (1941)) - 'Ma' James - Man at Large (1941) - Klara, Botany's Housekeeper - Marry the Boss's Daughter (1941) - Mrs. Polgar (final film role) |